# Бухарский государственный музей-заповедник
Бухарский государственный архитектурно-художественный музей-заповедник — государственный музей Узбекистана, расположенный в Бухаре.

## История

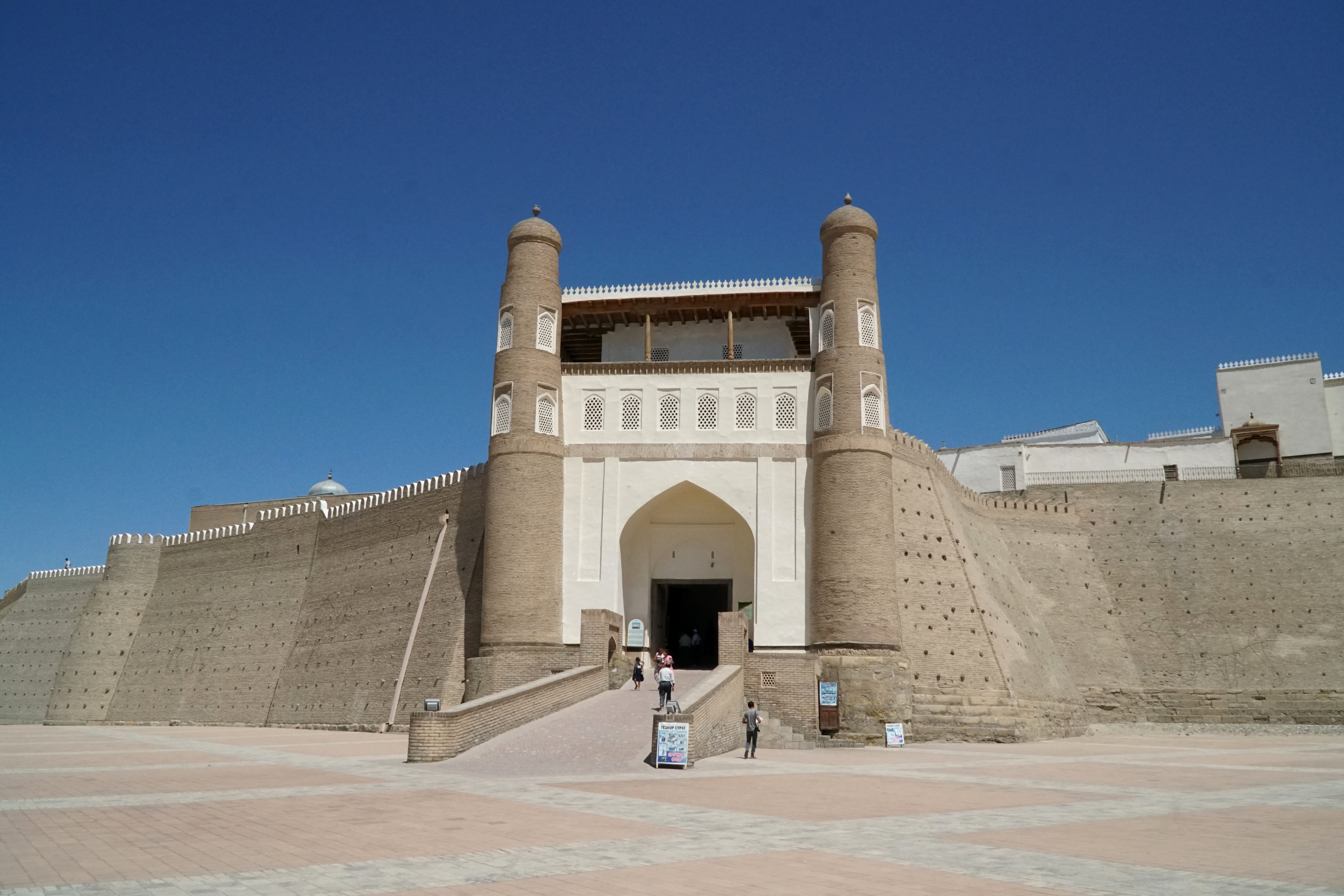
Крепость Арк

Музей основан в 1922 году. Часть основной коллекции музея составило имущество последних правителей Бухарского эмирата из узбекской династии Мангыт.
С 1945 года музей располагается в цитадели Арк, которая является бывшей резиденцией бухарских эмиров. Здесь расположены отдел истории с древнейших времен до начала XX века, отдел нумизматики и эпиграфики, отдел природы Бухарской области, отдел современной истории и этнографии, а также выставка "Памятники письменности (IX—XX вв.)
В 1985 году музей Бухары получил статус государственного музея-заповедника.
Сегодня музей имеет 15 филиалов и 3 постоянных выставок, расположенных в различных памятниках архитектуры Бухары.